# Il contesto
Il contesto é um romance policial italiano de 1971 escrito por Leonardo Sciascia. Segue a história de um inspetor da polícia que investiga uma série de assassinatos e encontra-se envolvido em questionamentos políticos existenciais. Em um país indeterminado, constrói o panorama da máfia italiana presenciada por Sciascia em Sicília.